# Glyptogona duriuscula
Glyptogona duriuscula är en spindelart som beskrevs av Simon 1895. Glyptogona duriuscula ingår i släktet Glyptogona och familjen hjulspindlar.
Artens utbredningsområde är Sri Lanka. Inga underarter finns listade i Catalogue of Life.